# Erium pygmaeum
Erium pygmaeum är en insektsart som först beskrevs av De Lotto 1961.  Erium pygmaeum ingår i släktet Erium och familjen ullsköldlöss. Inga underarter finns listade i Catalogue of Life.